# Сезон Швейцарської НЛБ 1960—1961
Національна ліга В 1960—1961 — 14-й чемпіонат Швейцарії з хокею (Національна ліга В), чемпіоном став клуб СК Лангнау.

## Груповий етап

### Група Захід
| М. | Команда           |
| -- | ----------------- |
| 1. | ХК «Ла Шо-де-Фон» |
| 1. | Фрібур-Готтерон   |
| 3. | ХК «Монтана»      |

Матч за 1-е місце
- Фрібур-Готтерон - ХК «Ла Шо-де-Фон» 6:1

### Група Схід
| М. | Команда     |
| -- | ----------- |
| 1. | СК Лангнау  |
| 2. | Грассгоппер |
| 3. | Ароза       |

## Фінал
- СК Лангнау — Фрібур-Готтерон 3:2/5:4